# Athysanus notaticeps
Athysanus notaticeps är en insektsart som beskrevs av Carl Stål 1858. Athysanus notaticeps ingår i släktet Athysanus och familjen dvärgstritar. Inga underarter finns listade i Catalogue of Life.